# Rosa boissieri
Rosa boissieri är en rosväxtart som beskrevs av Crépin. Rosa boissieri ingår i släktet rosor, och familjen rosväxter.

## Underarter
Arten delas in i följande underarter:
- R. b. akinfievii
- R. b. bachmarensis
- R. b. subbidentata
- R. b. obovata
- R. b. azalea
- R. b. narzanica